# Martin Stenmarck

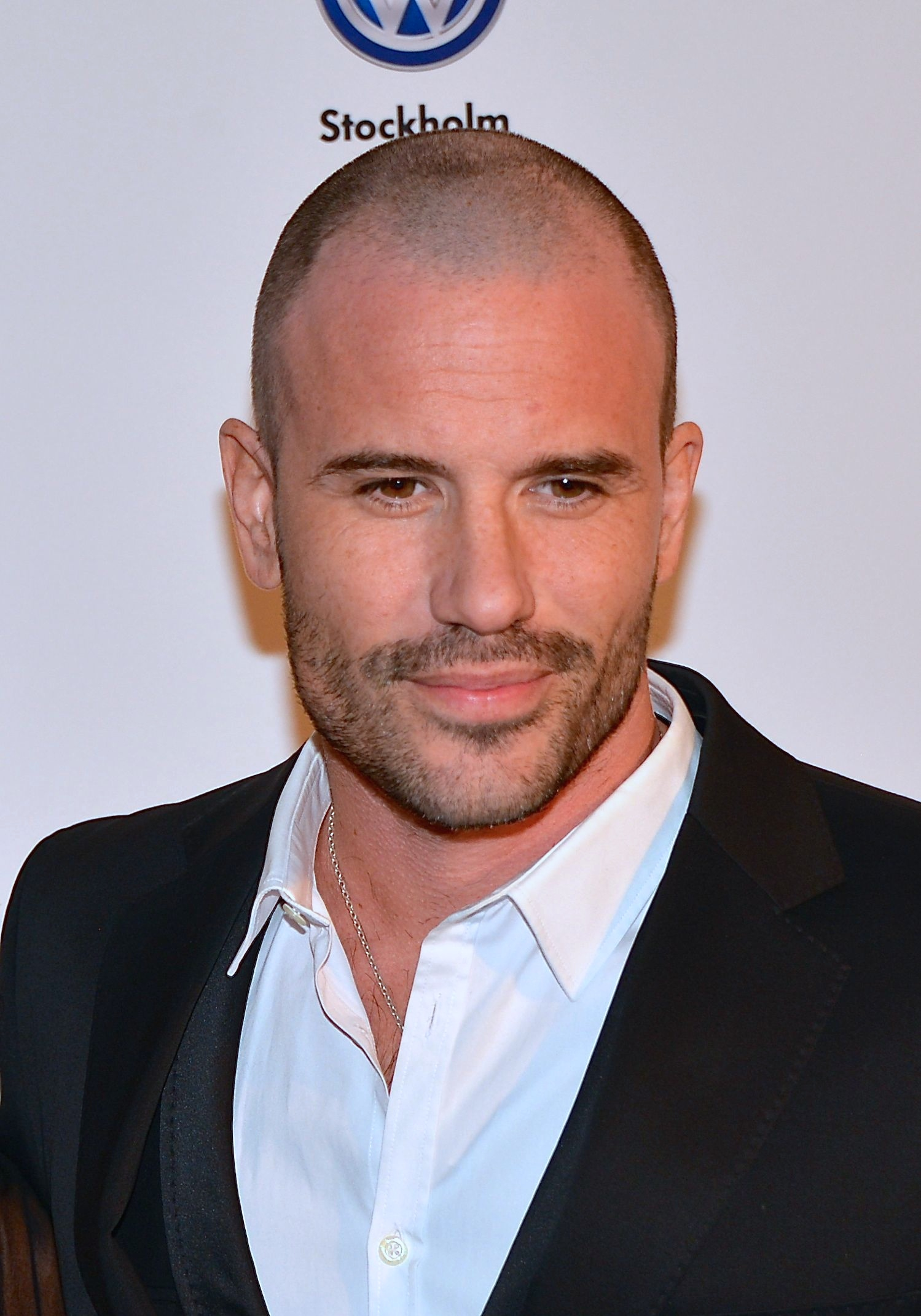
Martin Stenmarck (2013)

Martin Olof Jon Stenmarck (* 3. Oktober 1972 in Täby) ist ein schwedischer Musiker.

## Werdegang
Zusammen mit elf Geschwistern wuchs er in Örebro auf und spielte als Jugendlicher in verschiedenen Hardrockbands. Später zog er nach Stockholm, modelte eine Zeit lang und arbeitete für ein paar Jahre als singender Kellner im Restaurant Wallmans Salonger. Hier begann auch seine Karriere. 1997 beendete seine Arbeit im Restaurant und zog mit seiner Show Showduellen und Håkan Berg, Micke Svahn und Joacim Fagerström zusammen durch Schweden. Unter anderem traten sie 1997/98 an verschiedenen Orten des Landes auf, später nur noch vereinzelt an festen Spielstätten, so 1998 im Stockholmer Mosebacke, bei Sommarnöje Örebro 1999, bei Julshower på Teatrix 1999 und im Gröna Lunds-teatern im Frühjahr 2000.
2005 nahm Stenmarck am schwedischen Vorentscheid zum Eurovision Song Contest in der dritten Vorrunde in Skellefteå teil, schaffte den Einzug ins Finale in Stockholm und gewann dieses. Am 21. Mai 2005 vertrat er Schweden beim ESC in Kiew und belegte mit seinem Beitrag Las Vegas den 19. Platz von 24 Teilnehmern. Anschließend tourte er mit seinem Programm Tältprojekt durch Schweden. Im September 2006 brachte er seine erste Single auf Schwedisch, 7milakliv, heraus, die insgesamt sieben Wochen Platz 1 der schwedischen Charts war. Im Oktober 2006 erschien sein erstes eigenes Album, das nur schwedische Lieder enthielt.
Die CD Det är det pojkar gör när kärleken dör ist am 7. November 2007 herausgekommen und zeigt, dass sich sein musikalischer Stil verändert hat. Martins Texte zeugen davon, dass er sich überlegt, was er singt. Er „lebt“ die Musik und ist in Schweden sehr bekannt. Dort ist er nicht nur Sänger, sondern hat zu Filmen Musikvideos gedreht, ist unter anderem in Shows, zahlreichen unterschiedlichen TV-Sendungen und auf Galas zu sehen.

## Diskografie

### Alben
| Jahr | Titel                                  | Höchstplatzierung, Gesamtwochen, AuszeichnungChartsChartplatzierungen (Jahr, Titel, Platzierungen, Wochen, Auszeichnungen, Anmerkungen) | Anmerkungen                            |
| Jahr | Titel                                  | SE | Anmerkungen                            |
| ---- | -------------------------------------- | --- | -------------------------------------- |
| 2004 | Think of Me                            | SE9 (17 Wo.)SE |                                        |
| 2006 | Nio sanningar och en lögn              | SE1 Platin · (25 Wo.)SE | Erstveröffentlichung: 25. Oktober 2006 |
| 2007 | Det är det pojkar gör när kärleken dör | SE4 Gold · (13 Wo.)SE | Erstveröffentlichung: 7. November 2007 |
| 2009 | Septemberland                          | SE10 (9 Wo.)SE | Erstveröffentlichung: 28. Oktober 2009 |

Weitere Alben
- 2001: One
- 2015: Härifrån ser jag allt!

### Singles
| Jahr | Titel Album                                                     | Höchstplatzierung, Gesamtwochen, AuszeichnungChartsChartplatzierungen (Jahr, Titel, Album, Platzierungen, Wochen, Auszeichnungen, Anmerkungen) | Anmerkungen                             |
| Jahr | Titel Album                                                     | SE | Anmerkungen                             |
| ---- | --------------------------------------------------------------- | --- | --------------------------------------- |
| 2002 | The Cure For You One                                            | SE38 (4 Wo.)SE |                                         |
| 2005 | Las Vegas –                                                     | SE1 Gold · (17 Wo.)SE |                                         |
| 2006 | 7milakliv Nio sanningar och en lögn                             | SE1 ×2Doppelplatin · (26 Wo.)SE | Erstveröffentlichung: 6. September 2006 |
| 2007 | Nästa dans Nio sanningar och en lögn                            | SE32 (4 Wo.)SE |                                         |
| 2007 | 100 år från nu (blundar) Det är det pojkar gör när kärleken dör | SE1 Gold · (21 Wo.)SE |                                         |
| 2008 | Rubb och stubb Det är det pojkar gör när kärleken dör           | SE26 (4 Wo.)SE |                                         |
| 2008 | A Million Candles Burning –                                     | SE1 Gold · (4 Wo.)SE |                                         |
| 2009 | 1000 nålar Septemberland                                        | SE1 (13 Wo.)SE |                                         |
| 2010 | Everybody’s Changing –                                          | SE27 (14 Wo.)SE |                                         |
| 2014 | När änglarna går hem Härifrån ser jag allt!                     | SE41 (1 Wo.)SE | Erstveröffentlichung: 22. Februar 2014  |
| 2016 | Du tar mig tillbaks –                                           | SE90 (2 Wo.)SE |                                         |
| 2019 | Låt skiten brinna –                                             | SE53 (3 Wo.)SE | Erstveröffentlichung: 18. Februar 2019  |